# (6575) Slavov
(6575) Slavov ist ein Asteroid des äußeren Hauptgürtels, der am 8. August 1978 von dem russischen Astronomen N. S. Tschernych am Krim-Observatorium in Nautschnyj, Ukrainische SSR (IAU-Code 095) entdeckt wurde.
Der Asteroid wurde am 8. August 1998 nach dem ukrainischen Ökonomen, Diplomaten und Politiker Mykola Slawow (1926–2006) benannt.
Der Himmelskörper  gehört zur Hygiea-Familie, einer eher älteren Gruppe von Asteroiden, wie vermutet wird, deren größtes Mitglied der Asteroid (10) Hygiea ist.